# Transports au Venezuela

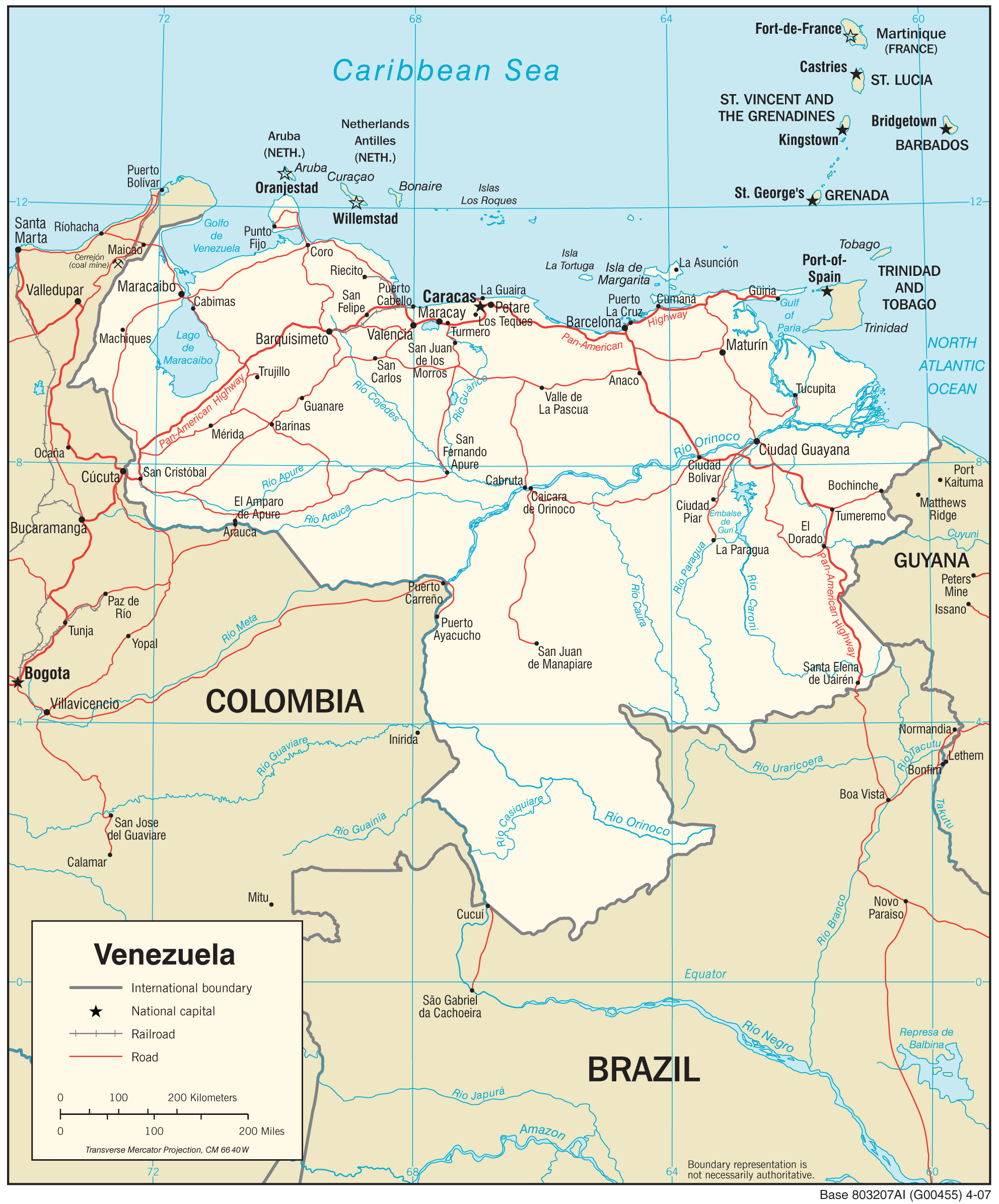
Carte du réseau routier et ferroviaire au Vénézuela en 2007

Les transports au Venezuela reposent sur les réseaux routier, ferroviaire, maritime et aérien. 

## Ports
Le Venezuela possède au total 15 ports qui accueillent des bateaux de voyageurs ainsi que des cargos. Les plus importants sont La Guaira, Puerto Cabello, Puerto Ordaz et Maracaibo.

## Réseau aérien
Le Venezuela compte, en 2004, 369 aéroports, avec 127 pistes pavées et 242 pistes non pavées.
L'aéroport international Maiquetía ~ Simón Bolívar dessert toutes les villes du Venezuela. De nombreuses compagnies aériennes existent, dont :
- AeroEjecutivos
- Aeropostal Alas
- Aserca
- Avensa
- Avior
- Laser Airlines
- Rutaca
- Santa Barbara Airlines

## Chemins de fer
Total: 682 km (2003)

## Autoroutes
Total: 96,155 km
Pavée: 32,308 km 
Non-Pavée: 63,847 km 
(1999)